# 田上明
田上 明（たうえ あきら、1961年5月8日 - ）は、日本の元男性プロレスラー、元大相撲力士、実業家、飲食店経営者。埼玉県秩父市出身。血液型A型。身長191cm、体重115kg。大相撲力士 - プロレスラー時代は身長192cm、体重120kg。
力士時代は押尾川部屋所属で四股名は玉麒麟 安正（たまきりん やすまさ）。最高位は西十両6枚目（1987年1月場所）。得意技は右四つ、寄り、上手投げ。
全日本プロレスの運営会社・全日本プロ・レスリング株式会社の取締役、プロレスリング・ノアの運営会社・株式会社プロレスリング・ノアの代表取締役社長、事業を譲渡されたノア・グローバルエンタテインメントの相談役を歴任した。

## 来歴

### プロレスデビュー以前
建築業の長男で、秩父市立影森中学校時代は走り高跳び・砲丸投げ・野球（投手や外野手）・柔道など様々なスポーツで活躍した。卒業後は埼玉県立秩父農工高等学校の定時制に通いながら自動車整備の職に就いた。その後、相撲部顧問の熱心な勧めで「野球だとかなり強いチームでなければ全国大会出場は困難だが、相撲なら出られる可能性が高いし、あちこちに行ける」と考え相撲部に入部。2年生のとき、全国高等学校相撲選手権大会で3位に入賞した。1年生の秋、押尾川部屋での合宿時に勧誘を受けるも「高校だけは卒業したい」と断ったが、熱心な誘いと母の勧めで入門を決意し、3年生の3学期に入門。1980年1月場所にて本名である「田上」の四股名で初土俵を踏んだ。1986年5月場所に十両へ昇進し、田上から玉麒麟 安正（たまきりん やすまさ）へと改名。なお、下の名である安正は田上の高校時代の恩師の名にちなむ。新十両の場所は7勝8敗と負け越し、幕下へ陥落。四股名を本名の田上に戻している。その後、1場所で十両に復帰し、再び玉麒麟と名乗っていた。
右四つの型になれば抜群の力を発揮し、十両でも安定した成績を残した。幕内昇進も期待されたが、師匠・押尾川親方（元大関・大麒麟）との確執もあり、3場所連続で負け越したあと（同部屋・同年力士の益荒雄による、いわゆる「益荒雄旋風」の最中だった）の1987年7月場所前に廃業した。
その後、知り合いだった落語家の三遊亭楽太郎（6代目三遊亭円楽）の勧めもあり、プロレスラーへ転身。天龍源一郎の中学時代の同級生という楽太郎の伝手で全日本プロレスの入団が決まったという。
師匠との確執に起因する大相撲廃業については、プロレス引退後に「この部屋にいたくない、大麒麟を親方と呼びたくないっていう気持ちが強くて、その先のことなんか考えずに部屋を飛び出しちゃったよ」と発言している。プロレス転向については「相撲とプロレスはだいぶ違うけど、どっちも体を使って戦うわけだし、食い扶持がねぇから切羽詰まってプロレスラーになったんだよ」と説明していた。

### ジャパンプロレス入団 - 全日本プロレス移籍
1987年8月、ジャパンプロレスに入団。全日本プロレスで新弟子修行を行った。小橋建太が同期入団に当たる。
1988年1月、全日本へ正式に移籍。1月2日、ジャイアント馬場とのタッグにてデビュー。だが以降数年間は伸び悩む時期が続いた。

### ジャンボ鶴田のパートナーへの抜擢
1990年、メガネスーパーが資本元となる新団体SWSの旗揚げにより谷津嘉章を始め、多くの選手が全日本プロレスを離脱してしまう。田上はパートナー難に悩むジャンボ鶴田からの要望により、当時所属していた超世代軍を離れて鶴田とタッグを組み超世代軍との抗争を展開する。大勝負の経験を積むうちにレスラーとして成長し、1992年3月4日には鶴田とのコンビで世界タッグ王座を獲得、トップレスラーの一人となった。この時期はシングル戦でも川田利明と抗争を展開した。

### 聖鬼軍結成
鶴田が肝炎で第一線を退いた後は、超世代軍を離脱した川田とのコンビ「聖鬼軍」を結成する。2000年の大量離脱およびノア発足で田上が全日本を退団するまでトップ戦線で活躍した。世界タッグ王座史上最多となる6度の載冠を果たしている。
1996年には、チャンピオン・カーニバル、三冠ヘビー級王座、世界タッグ王座、世界最強タッグ決定リーグ戦を全て制する活躍を見せた（グランドスラム）。
1996年5月24日の三冠ヘビー級選手権試合において、シングルマッチで三沢光晴から初勝利をあげる。四天王の中では初の快挙となった。
その後も、川田とのタッグを中心にプロレス四天王の一員として三沢や小橋、スタン・ハンセンらと激闘を繰り広げた。しかし馬場が亡くなった1999年には、馬場没後初の三冠戦でベイダーとの王座決定戦に敗北。世界最強タッグ決定リーグ戦では川田の欠場もあり、ハンセンとのタッグで準優勝に終わる。
1999年5月に三沢が全日本社長に就任した新役員体制では、取締役に就いた。

### プロレスリング・ノア移籍
2000年に、田上は三沢らと全日本プロレスを離脱しプロレスリング・ノアへ移籍。取締役に就任した。
移籍後はGHCヘビー級王座挑戦のチャンスが三度ありながら、ベルト戴冠には至らなかったが、2005年9月18日の日本武道館大会で小橋とタッグを組み天龍、秋山準組と戦った一戦が大きな契機となる。2005年11月5日の日本武道館大会にて王者・力皇猛に挑戦。田上はラリアットや必殺技「無双」を再三受けながらも必殺技「オレが田上」で力皇を下し、GHC初戴冠を果たした。
2008年1月、デビュー20周年を迎えた。後楽園ホールで行われた田上の記念試合では後援関係者のほかに、亀山つとむ、ザ・グレート・カブキ、田上の長女がそれぞれリングに上がり、花束を贈呈した。

### プロレスリング・ノア社長就任
2009年7月6日、初代社長である三沢が試合中の事故によって急逝し、田上が第2代プロレスリング・ノア代表取締役社長に就任した。この時点でノアには約2億円の負債があったのだが、小橋が社長就任を断ったため田上に打診した経緯があり、三沢の妻や仲田龍らに懇願され仕方なく受諾したという。最終的に田上は、ノアを存続させるために負債4億円を背負い、自己破産せざるを得なくなってしまった。
9月27日、日本武道館における三沢の追悼興行にて、全日本の武藤敬司と社長タッグを結成したが小橋&高山善廣組に敗北。10月には、大阪府立体育会館での三沢光晴追悼興行にて9年4ヶ月ぶりに復活した川田との聖鬼軍タッグで、秋山&KENTA組から勝利をおさめた。
2010年7月19日の秋田市セリオンプラザ大会にて、川田に加え小川良成との聖鬼軍トリオでモハメド・ヨネ&金丸義信&平柳玄藩組に勝利。
2011年まではほとんどの大会に出場していたが、2012年以降スポット参戦となった。

### 引退
2013年5月12日の会見にて、同年12月にラストマッチを行い引退すると表明。
12月7日、有明コロシアム大会にて田上の引退試合が行われた。歴代の付き人である平柳・森嶋猛・杉浦貴と組み天龍源一郎・藤波辰爾・井上雅央・志賀賢太郎組と対戦し「オレが田上」で井上からフォールを奪い、有終の美を飾った。試合後のリングで行われた引退セレモニーでは、かつて四天王で活躍した小橋・川田も参加している。

### 引退後
引退後はノアの社長業務に専念していたが、2016年11月1日にIT企業のエストビー（のちのノア・グローバルエンタテインメント）に対してノアの会社運営、プロレス興行および関連する事業を譲渡した上で新会社の相談役に就任した（翌年2月に退任）。のちの田上によれば、事業譲渡時点でノア（旧社）の負債は約4億円にのぼり（つまり田上の社長就任後、2億円負債が膨らんだ）、限界を感じていたところに買収の話が来て「正直、ホッとしたね」という。社長を退く際に個人資産をほとんど売却し一文無しの状態となり、一時はヤマト運輸の集配所で仕分けの深夜アルバイトをしていた。
その傍らステーキ店経営について松永光弘に師事した後、茨城県つくば市にて「ステーキ居酒屋チャンプ」をオープン。田上が自ら肉を捌いて調理し、店内で接客も行なっている。釣りを趣味とする田上はもともと魚の捌きを得意とし、肉の下処理もすんなりマスターしたという。
2018年3月、自宅で倒れ救急搬送される。その際、胃から大量出血し病院にて緊急の輸血措置をとり一命は取り留めたが、のちの精密検査で胃がんと判明。4月16日、胃の全摘出手術を受ける。当初は胃潰瘍とされたが、入院中に収縮期の血圧60・拡張期40と極度の低血圧になり、家族全員が病院に呼び出された。田上はもともと不整脈であり血液の粘度を下げる薬を服用していたせいで血が止まらなくなったという。
2023年10月、自伝『飄々と堂々と』(竹書房)を上梓。

## 人物・エピソード
- 平時はのんびりした言動や、試合運びが目立つものの、タイトルマッチや他団体レスラーとの試合になると突然活躍することから「田上火山」などと呼ばれる。
- 愛称はタマさん（相撲時代の四股名「玉麒麟」から）。「ダイナミックT」とも呼ばれる。マスコミの前での小橋は田上を「A・T」と呼んだ。
- 1999年世界最強タッグ決定リーグ決勝戦にて、馬場の筆による油絵が前面に描かれた特製ガウンで登場。その後はお蔵入りしていたが、2005年12月4日のGHCヘビー級王座初防衛戦にて6年ぶりに着用した。当該ガウンに袖を通したのは、上述した2試合のみ。
- 大の釣り好きとして有名。ノアには本田多聞を始め釣り好きが多く、田上は「ノア・サーフクラブ」を結成。ノアの社長就任後しばらくしてからは趣味の釣りから距離を置き、韓流映画を鑑賞することが多くなったという[9]。
- ハーレーダビッドソンを愛車にしている[注 3]。
- 大相撲時代から極度の稽古嫌いであり、大相撲時代の師匠である押尾川との確執は稽古嫌いによるものだという。押尾川は田上の全日本入門時、現役時代に同じ二所ノ関部屋に所属した弟弟子の天龍に対して「今度そっちに田上ってのが行くけど、本当に稽古しねぇ奴だからな」と伝え、その扱いに対して注意を促したとされる。また和田京平の著書によると、トレーニングさせるために馬場は田上にバーベルを贈り、後日田上の家を訪れたところ、父親がバーベルを上げる姿を見た息子が「お父さんがバーベルを上げたところを初めてみた」と口を滑らせたという[10]。
- 渕正信については「いい話がないなあ。嫌いじゃないけどよぉ」としている。共に焼肉屋で食事をした際、ミノやホルモンなど苦手なものばかりを押し付けられたこと、ある女優にプレゼントを贈りお返しがなかったそうだが、相手は明らかにその気がないにもかかわらず「どう思う、これ?」と相談されたことなど、現役時代の厄介なエピソードを引退後に語っている[8]。

### 食に関するエピソード
- 記者から「今は時効ということで」と断りが入ったが、幼少期は学校帰りに周辺の畑からキュウリやトマトをもぎりポケットに入れた塩をかけて食べるのが日常だったと述懐している。夏場に採って頻繁に食べた桃が本人の記憶に残っている。子供のころの思い出となった母の手料理はじゃが芋の天ぷら。父が猟で獲ったクマやマムシ、シカやウサギも口にしたという[8]。
- 大相撲の新弟子時代は身長189cmに対して体重76kgと、一般人と大差ない体型だった。そのため、1食あたり3合の米を食べて体を作った。すぐに関取に上がったため調理はあまり担当していない。押尾川部屋のちゃんこは質素だったが、付け人として青葉城へ帯同した際に焼肉屋でごちそうになっている。焼肉といえば上野の安い店に足を運ぶ田上にとっては雲の上ともいえる叙々苑など高級店の味を体験できたという。巡業で後援者の家に泊まった際には、郷土のキンメダイやポンポン焼きがふるまわれた。九州を訪れたときに豚足を食べ、それ以来好物になった[8]。

## 大相撲時代の主な成績
- 通算成績：193勝149敗7休 勝率.564
- 十両成績：44勝46敗 勝率.489
- 現役在位：46場所
- 十両在位：7場所

### 場所別成績
| | 一月場所 初場所（東京） | 三月場所 春場所（大阪）   | 五月場所 夏場所（東京） | 七月場所 名古屋場所（愛知） | 九月場所 秋場所（東京） | 十一月場所 九州場所（福岡） |
| --- | ----------------------- | ------------------------- | ----------------------- | --------------------------- | ----------------------- | --------------------------- |
| 1980年 （昭和55年） | （前相撲）              | 東序ノ口14枚目 休場 0–0–7 | （前相撲）              | 東序ノ口30枚目 6–1          | 西序二段87枚目 6–1      | 西序二段22枚目 6–1          |
| 1981年 （昭和56年） | 東三段目59枚目 6–1      | 西三段目13枚目 2–5        | 東三段目37枚目 4–3      | 西三段目23枚目 3–4          | 東三段目34枚目 3–4      | 西三段目44枚目 5–2          |
| 1982年 （昭和57年） | 東三段目21枚目 4–3      | 東三段目10枚目 4–3        | 西幕下60枚目 4–3        | 東幕下48枚目 2–5            | 西三段目13枚目 6–1      | 東幕下40枚目 3–4            |
| 1983年 （昭和58年） | 西幕下49枚目 2–5        | 東三段目18枚目 3–4        | 西三段目36枚目 6–1      | 西幕下53枚目 5–2            | 西幕下33枚目 5–2        | 東幕下19枚目 3–4            |
| 1984年 （昭和59年） | 西幕下27枚目 5–2        | 東幕下14枚目 3–4          | 東幕下21枚目 2–5        | 西幕下40枚目 4–3            | 東幕下29枚目 3–4        | 西幕下43枚目 4–3            |
| 1985年 （昭和60年） | 西幕下30枚目 6–1        | 東幕下11枚目 2–5          | 西幕下32枚目 5–2        | 東幕下19枚目 3–4            | 東幕下26枚目 5–2        | 西幕下14枚目 5–2            |
| 1986年 （昭和61年） | 西幕下6枚目 5–2         | 東幕下2枚目 5–2           | 西十両12枚目 7–8        | 東幕下筆頭 4–3              | 東十両13枚目 9–6        | 西十両9枚目 8–7             |
| 1987年 （昭和62年） | 西十両6枚目 6–9         | 東十両10枚目 7–8          | 東十両11枚目 7–8        | 西十両13枚目 引退 0–0–0     | x                       | x                           |
| 各欄の数字は、「勝ち-負け-休場」を示す。 優勝 引退 休場 十両 幕下 三賞：敢=敢闘賞、殊=殊勲賞、技=技能賞 その他：★=金星 番付階級：幕内 - 十両 - 幕下 - 三段目 - 序二段 - 序ノ口 幕内序列：横綱 - 大関 - 関脇 - 小結 - 前頭（「#数字」は各位内の序列） |                         |                           |                         |                             |                         |                             |

## 大相撲時代の改名歴
- 田上 明（たうえ あきら）1980年1月場所-1986年3月場所
- 玉麒麟 安正（たまきりん やすまさ）1986年5月場所
- 田上 明（たうえ あきら）1986年7月場所
- 玉麒麟 安正（たまきりん やすまさ）1986年9月場所-1987年7月場所

## 得意技

### フィニッシュ・ホールド
喉輪落とし
右手を相手の右脇を通して喉に当て、そのまま右手を高々と上げてマットに叩き付ける。田上の代名詞で、高身長かつパワーがあることから片腕一本で相手を持ち上げることができる。後述の俺が田上と秩父セメントは、この技を生かしたオリジナル技。通常バージョンのほか、カウンター式や起き上がりこぼし式、雪崩式などが存在する。
コーナーポスト上の相手をマットに立った状態で喉輪落としに捉え、約180度旋回してから決める大車輪喉輪落としや、エプロンサイドから場外に叩き付ける断崖喉輪地獄落としといったより強力なバージョンも開発した。断崖喉輪地獄落としは現在一般的となった断崖技の草分けでもある。
コーナーポスト上からダイビング攻撃を繰り出した三沢の喉元をキャッチしたまま喉輪落としを決めたこともある。
俺が田上
喉輪落としの派生技。アトミック・ドロップの体勢で相手を高々と持ち上げた後に喉輪落としでマットに叩き付ける。重力との相乗効果で強烈なダメージを与える。この後、さらに起き上がりこぼし形式で喉輪落としを繰り出すこともある。
三沢の持つGHCヘビー級王座に照準を合わせ開発された技。田上は当初「エメラルドフロート」と名づけたが、三沢の必殺技であるエメラルド・フロウジョンの模倣であることから三沢自身からも抗議を受ける。その後、エメラルドフロート→ルビーフロージョン→秩父セメント（三沢が命名）→コンクリ固めと変化し、王座挑戦前日に俺が田上に決定した。
技名についてインタビューを受けた際、「新技の名前は『俺が田上』だ」と文末の「だ」まで一息に発言したため、俺が田上だが技名であると勘違いされた。PS2ゲームKING OF COLOSSEUM II、コナミのBATTLE CLIMAXX!では俺が田上だと誤表記されている。現在はフリーで活動する石川修司（元全日本プロレス所属）が、オレが修司という技でこれを受け継いでいる。
秩父セメント
喉輪落としの派生技。ブレーンバスターの体勢で真上に持ち上げた後、喉輪落としでマットに叩き付ける。
小橋の持つGHCヘビー級王座に照準を合わせ開発された技。長身を生かした強力な技で、喉を押さえているため非常に受身が取りづらい。なお、オレが田上の技名が未定だったとき、三沢によって名づけられものを流用している。由来は、田上の出身地である秩父市から。
つくば薪割り
喉輪落としの派生技。ロープの反動を使った、喉輪落としと柔道の払巻込の複合技。巨漢レスラー対策に編み出された。2005年の森嶋猛とのGHCヘビー級選手権で初公開、3カウントを奪っている。
ダイナミックボム
いわゆるジャンピング・パワーボム。ダイナミック・パワーボムとも呼ばれる。前屈みにした相手の腰を両腕でクラッチする際、大きく両腕を広げて技に入ることが多い。1995年の初披露以来、引退まで勝負どころの大技として使用しフィニッシュになることも多かった。
ダイナミック・キック
正面からのジャンピング式フロント・ハイキック。顎に入った際の威力は強力で、フィニッシュになることもある。1996年のチャンピオン・カーニバル優勝戦では、この技から喉輪落としへつなぎスティーブ・ウィリアムスからピンフォールを奪った。
ダイビング・ダイナミック・キック
コーナーポスト最上段より相手の顔面にダイナミック・キックを放つ。

### 投げ技
ジャーマン・スープレックス
低空投げっ放し式ジャーマン・スープレックス。上背のある田上が投げるため、相手は高い位置から落とされる。1995年にダイナミック・ボムとともに披露。
かんぬきスープレックス（ダブル・アームリスト・スープレックス）
向かい合った相手の両腕を自らの両脇に抱え込んで極める閂（かんぬき）状態から後方へ90度捻りを加えて反り投げる。
ギロチン・ホイップ
トップロープのワイヤーの部分に喉元から落ちるようにして投げるボディスラム。拷問コブラツイスト同様、ジャンボ鶴田直伝。1990年前半〜半ばの超世代軍との抗争で多用した。
DDT
試合中盤で決めることが多い。
パワーボム
ダイナミック・ボムの披露以前は、試合後半の大技として使用した。ダイナミック・ボム開発後は、試合前半から中盤の繋ぎ技としてまれに使用する。
バックフリップ
若手時代の田上の決め技。その後、1990年代までは試合前半での繋ぎ技としてたびたび使用された。
アームボンバー
1990年から1992年ごろまで、田上がフィニッシュとしていた技。田上と同じ相撲出身の先輩でもある輪島大士が考案し、得意としていた。立っている相手の正面から相手の首に自身の片腕を巻き付け、その状態で相手を持ち上げると同時に相手の後方に浴びせ倒すように叩き落とす。初披露は1992年のチャンピオン・カーニバル公式戦の川田戦。アーム・ボンバーを連発するなか喉輪状態でアーム・ボンバーを繰り出しさらに同技を決めて勝利した。その後、このときの喉輪状態におけるアーム・ボンバーを元に喉輪落としを完成させた。

### 浴びせ倒し技
ジャンピング・ネックブリーカー・ドロップ
田上の師匠でもある馬場の技。馬場より直伝される。

### 打ちつけ技
ココナッツ・クラッシュ
椰子の実割り。ジャイアント馬場の得意技を受け継いだ。立っている相手の頭部を両手で掴み、自身の片膝に当て、その状態のままその足を大きく振り上げて下ろすことで相手の頭部に衝撃を与える。
アトミック・ドロップ、アトミック・ホイップ
1990年前半から半ばの超世代軍との抗争で多用した技。特に菊地毅など軽量選手に対しては高く抱え上げ、一時静止した状態から決めている。

### 打撃技
脳天唐竹割り
師である馬場の得意技を受け継いだもの。
八の字チョップ（片手の時と両手の時があり）
ほかにも、普段使わない技（フライングクロスチョップ）などを突如繰り出すこともある。
延髄斬り
田上が後家殺しと命名した独特のフォームによる延髄斬り。通常は相手の横や後ろから蹴るのだが、田上は相手の正面から足を回して放つ。形やゆっくりとしたスピードは天龍のそれとほぼ同じである。高山曰く、「軽く記憶がとぶぐらいの威力はあるけど、いつも序盤にやってくるから大丈夫なんだよね」とのこと。
相撲ラリアット、相撲タックル
相撲の立合い（仕切り）の態勢からランニングして決めるラリアットおよび、ショルダー・タックル。若手時代から1993年ごろまで、試合序盤から中盤に見られた。

### 締め技
閂
相手の両腕を自分の脇に挟み込み、上に力を加えて絞め上げる技。
拷問コブラツイスト
ジャンボ鶴田直伝。1990年前半から半ばの超世代軍との抗争で多用した技。

### 押さえ込み技
喉輪式体固め
喉輪落としや俺が田上など喉輪落とし系の技を決め、喉輪を維持したまま相手に馬乗りになってピンフォールする。試合記録では「体固め」とされる。GHCヘビー級選手権を奪取した際や引退試合のフィニッシュは、いずれも俺が田上からの喉輪式体固めだった。

### 飛び技
トペ・スイシーダ　　
比較的オーソドックスな飛び技で、主に全日本時代に使用した。実況で「アキラ・スイシーダ」と呼ばれたことがある。

## タイトル歴
全日本プロレス
- 第15代三冠ヘビー級王座（防衛1回）
- 第19代・第22代・第26代・第28代・第31代・第35代・第42代世界タッグ王座（パートナーはジャンボ鶴田→川田利明が6回）

防衛回数は2回→2回→3回→0回→1回→4回→0回
- 第52代アジアタッグ王座（防衛0回 パートナーは仲野信市）
- チャンピオン・カーニバル 優勝（1996年）
- 世界最強タッグ決定リーグ戦 優勝（1996年・1997年）[注 4]

パートナーは川田利明
プロレスリング・ノア
- 第8代 GHCヘビー級王座（防衛1回）

プロレス大賞
- 1992年度プロレス大賞 敢闘賞
- 1995年度プロレス大賞 年間最高試合賞（6月9日日本武道館、世界タッグ選手権試合、川田利明&田上明 vs 三沢光晴&小橋健太）
- 1995年度プロレス大賞 殊勲賞
- 1996年度プロレス大賞 敢闘賞
- 1997年度プロレス大賞 最優秀タッグチーム賞（パートナーは川田利明）
- 2014年度プロレス大賞 特別功労賞

## 入場テーマ曲
- 「Runner」（爆風スランプ）
- 「Eclipse」（イングヴェイ・マルムスティーン）

元々川田が好きな曲であり、川田の勧めで採用したもの。
- 「THRUSTER」（鈴木修）
- 「仁義なき戦いのテーマ」（津島利章）
- 「Eclipse」（現在はカバーバージョンを使用）

## 著書
- 飄々と堂々と 田上明自伝（竹書房、2023年10月）ISBN 978-4801937390